# Vornicenii Mari
Vornicenii Mari – wieś w Rumunii, w okręgu Suczawa, w gminie Moara. W 2011 roku liczyła 260 mieszkańców. 